# Zanclea prolifera
Zanclea prolifera är en nässeldjursart som beskrevs av Uchida och Sugiura 1976. Zanclea prolifera ingår i släktet Zanclea och familjen Zancleidae. Inga underarter finns listade i Catalogue of Life.